# Monomorium whitei
Monomorium whitei är en myrart som beskrevs av Wheeler 1915. Monomorium whitei ingår i släktet Monomorium och familjen myror. Inga underarter finns listade i Catalogue of Life.